# Substrato (química)
Em bioquímica, é designado substrato um composto químico que sofre uma reação catalisada por uma ou mais enzimas.
Um exemplo de substrato é composto pela bílis, que é produzida pelo fígado, e também de uma ou mais moléculas de glicogênio. Estes, encaixam-se nas enzimas produzidas pelo pâncreas seguindo um modelo "chave-fechadura".Após esse encaixe ocorre a catalização das reações e a emulsificação das moléculas de lipídios presentes na reação.